# Кліноптилоліт
Кліноптилоліт (рос. клиноптилолит; англ. clinoptiolite; нім. Klinoptiolith m) — мінерал, водний алюмосилікат лужних металів з групи цеолітів.
За структурою дуже близький до гейландиту, але відрізняється більш високим вмістом лужних металів і кремнезему.
Хімічна формула: (Na, Ca, K)2-3Al3(Al, Si)2Si13O36•12H2O.
Продукт зміни вулканічних порід.